# Pascal Zanon
Pascal J. Zanon, né le 1er novembre 1943 à Etterbeek (province de Brabant) et mort le 15 janvier 2017, est un dessinateur de bande dessinée belge. Dessinateur réaliste, son style est celui de la ligne claire. Il est surtout connu pour avoir adapté en bande dessinée avec le scénariste Christian Vanderhaeghe la série de romans policiers Harry Dickson.

## Biographie

### Jeunesse et carrière
Pascal J. Zanon naît 1er novembre 1943 à Etterbeek en tant que fils unique d'immigrés italiens, (au patronyme du Frioul et né d’une mère napolitaine). Après la mort prématurée de ses parents, il est contraint d'accepter plusieurs emplois différents pour gagner sa vie, il est tour à tour employé de bureau, guide, chauffeur de car. En 1966, Pascal J. Zanon effectue son service militaire à Spich en République fédérale allemande où il rencontre son ami François Walthéry. Son talent pour le dessin l'amène à la caricature de personnalités sportives ou politiques sous le pseudonyme de Julius et il devient illustrateur d'articles historiques pour Europe Magazine dont la préférée était celle de la bataille de Lépante (1571). Il anime un strip des aventures de la P’tite Nem, une jolie et tendre étudiante.

### Harry Dickson
Après avoir rencontré Christian Vanderhaeghe, fondateur de la maison d'édition Art et B.D., Zanon s'associe avec lui sur la série de bande dessinée Harry Dickson, une adaptation de la série de romans policiers de Jean Ray (également connu sous son pseudonyme John Flanders). Les récits scénarisés par Christian Vanderhaeghe sont publiés en albums par Art et B.D. dans la collection « Harry Dickson » diffusés par Dargaud (9 albums, 1986-2014), le premier volume faisant l'objet d'une prépublication dans Charlie Mensuel en 1985. En 2005, il répond à l'appel de l'armée belge et participe au collectif BDéfense ! vendu au profit d'œuvres caricatives. Zanon souffre de diabète et est menacé de cécité, Philippe Chapelle l'aide sur le tome 9 et lui succède sur l'album 10. 
Selon Patrick Gaumer, Zanon met tout son cœur à illustrer les aventures du détective rendant hommage à l'écrivain gantois et à Edgar Pierre Jacobs.
Il avouait avoir été fortement influencé par Hergé, Willy Vandersteen, Bob de Moor, Martin et naturellement Jacobs.

### Décès
Pascal J. Zanon meurt le 15 janvier 2017, à l'âge de 73 ans, mais la nouvelle n'a été rendue publique qu'environ deux mois plus tard. Il est mort seul dans un hôpital après des complications d'une opération. Selon des rumeurs, il a été enterré dans un cercueil bon marché sans qu'aucun de ses amis ou parents n'en soit informé.

## Publications

### Para-BD
À l'occasion, Pascal Zanon réalise des portfolios, ex-libris et commet quelques travaux publicitaires.

#### Livres
: document utilisé comme source pour la rédaction de cet article.
- Henri Filippini, Dictionnaire de la bande dessinée, Paris, Bordas, 1989, 731 p., ill. ; 27 cm (ISBN 2-04-018455-4, OCLC 1244909550, BNF 35065653, présentation en ligne), p. 237, 689. .
- Jean Pirotte (dir.) et Luc Courtois, Du régional à l'universel. : L'imaginaire wallon dans la bande dessinée., Louvain-la-Neuve, Fondation wallonne Pierre-Marie et Jean-François Humblet, 1999, 310 p. (ISBN 978-2-9600072-3-7 et 2960007239, OCLC 1075833932), p. 258 lire sur Google Livres
- Jacques Fiérain, « Zanon, Pascal », dans La BD à Bruxelles et en Brabant, Charleroi, Éd. l'Âge d'or, avril 2003, 144 p., ill. ; 31 cm (ISBN 9782960119664 et 2960119665, OCLC 470388171, présentation en ligne), p. 144. .
- Patrick Gaumer, « Zanon Pascal J. », dans Dictionnaire mondial de la BD, Paris, Larousse, 2010, 953 p., ill. ; 27 cm (ISBN 978-2-0358-4331-9 et 2-0358-4331-6, OCLC 920924930, présentation en ligne), p. 932. .
- Philippe Mellot, Michel Denni, Laurent Turpin et Isabelle Morzadec, Trésors de la bande dessinée : BDM 2021-2022 - Catalogue encyclopédique & Argus, Paris, Les Arènes, novembre 2020, 22e éd., 1700 p., ill. ; 23 cm (ISBN 9791037502582, OCLC 1240308146, présentation en ligne), p. 230, 514, 1396. .

#### Périodiques
- Christian Vanderhaeghe et Pascal Zanon (interviewés par EDK), « Les Têtes de série : Harry Dickson, du roman à la bande dessinée », La Lettre - L'officiel de la bande dessinée, Dargaud, no 48,‎ juillet - août 1999, p. 22-23.
- Louis Cance, « Remember Pascal Zanon », Hop !, Aurillac, AEMEGBD, no 153,‎ 1er mars 2017 (ISSN 0768-9357).
- Guido Vogliotti, « Pascal Zanon, un hommage à Edgar P. Jacobs... », Les Amis de Jacobs, no 27 & 28,‎ 2020, p. 80-96 (lire en ligne, consulté le 25 septembre 2022).

#### Articles
- Pascal Zanon et Christian Vanderhaeghe (interviewés par Damien Dhondt), « Interview de Zanon et Vanderhaeghe », Science-Fiction magazine,‎ 24 mai 2004 (lire en ligne, consulté le 25 septembre 2022).
- Charles-Louis Detournay, « Disparition de Pascal Zanon, le dessinateur d’Harry Dickson », ActuaBD,‎ 2 avril 2017 (lire en ligne, consulté le 1er mai 2023).